# Koncert Live Earth w Kioto
Jeden z dwóch japońskich koncertów serii Live Earth odbył się 7 lipca 2007 roku w Tō-ji w Kioto.

## Występy
- Rip Slyme - "Solo intro", "Nettaiya (Tropical Night)", "Rakuen Baby (Paradise Baby)" i "Unmei Kyodotai (Unity of Fate)"
- UA - "Turi (Bird)" i "Moor"
- Bonnie Pink - "Heaven's Kitchen", "Chances Are", "Souldiers" i "Water Me"
- Michael Nyman - "Franklyn", "Big My Secret", "Silver Fingered Fling", "If", "The Departure" i "Jack"
- Yellow Magic Orchestra - "Ishindenshin", "Rescue", "War and Peace" i "Rydeen"

## Odbiór

### Telewizja
W Polsce transmisja na żywo trwała niemal bez przerwy w TVP Kultura.

### Internet
Portal MSN był w całości odpowiedzialny za przekaz online koncertu.